# Шиндхельм, Ганс
Ганс Герхард Шиндхельм (нем. Hans Gerhard Schindhelm; 5 июля 1908, Дрезден, Германская империя — после 1945) — немецкий юрист, оберштурмбаннфюрер СС командир айнзацкоманды 8, входившей в состав айнзацгруппы B, заместитель начальника гестапо в Дрездене.

## Биография
Ганс Шиндхельм родился 5 июля 1908 года в Дрездене. После окончания школы изучал право в университетах Дрездена и Лейпцига. 1 мая 1933 года вступил в НСДАП (билет № 2452706), а 27 июня 1938 года был принят в ряды СС (№ 353427). С 1938 года служил в отделе по делам евреев лейпцигского гестапо. Там он возглавлял реферат II B 3. В апреле 1941 года стал заместителем начальника гестапо в Дрездена и руководителем отдела II (борьба с противником). С середины ноября 1942 по октябрь 1943 года возглавлял айнзацкоманду 8, входившую в состав айнзацгруппы B и осуществлявшую убийства евреев в Белоруссии. С ноября 1943 года возглавлял ведомство гестапо при руководителе полиции безопасности и СД в польском Генерал-губернаторстве. В мае 1944 года был повышен до чина высшего правительственного советника и получил звание оберштурмбаннфюрера СС. Шиндхельм называл себя «палачом Кракова». В феврале 1945 года возглавил полицию безопасности и СД в крепости близ Франкфурта-на-Майне. Послевоенная судьба Шиндхельма неизвестна.